# Campeonato Mundial de Atletismo de 2025
Campeonato Mundial de Atletismo de 2025 será a 20ª edição do Campeonato Mundial de Atletismo, a ser disputado entre os dias 13 e 21 de setembro de 2025, na cidade de Tóquio, Japão. O principal palco do evento será o Estádio Nacional do Japão, reconstruído para os Jogos Olímpicos de Tóquio 2020. Esta será a terceira vez que o país sediará o campeonato, depois de Tóquio 1991 e Osaka 2007.

## Escolha da sede
Em outubro de 2019, o presidente da World Athletics, Sebastian Coe, declarou considerar uma escolha direta pelo Quênia para sediar esta edição. Os quenianos confirmaram sua candidatura em 2021. No início de 2022 o Japão e Singapura apresentaram suas candidaturas; em julho, Tóquio foi a sede escolhida por atingir a melhor avaliação entre os postulantes. O Estádio Nacional terá o primeiro grande evento de atletismo para espectadores pagantes depois que os Jogos Olímpicos de 2020 foram realizados a portas fechadas – em 2021 – em resposta à então ainda em curso pandemia de COVID-19. Coe saudou a escolha, mas afirmou que a sua "ambição de ver um Campeonato Mundial de Atletismo na África .. não diminuiu".

## Local
As competições – com exceção da marcha atlética e da maratona – serão realizadas no  Estádio Nacional do Japão (japonês: 新国立競技場, Shin Kokuritsu Kyōgijō), o antigo Estádio Olímpico de Tóquio, usado nos Jogos de Tóquio 1964 e completamente reconstruído para os Jogos de Tóquio 2020. Ele conta com 68.000 lugares destinados a espectadores para o atletismo.

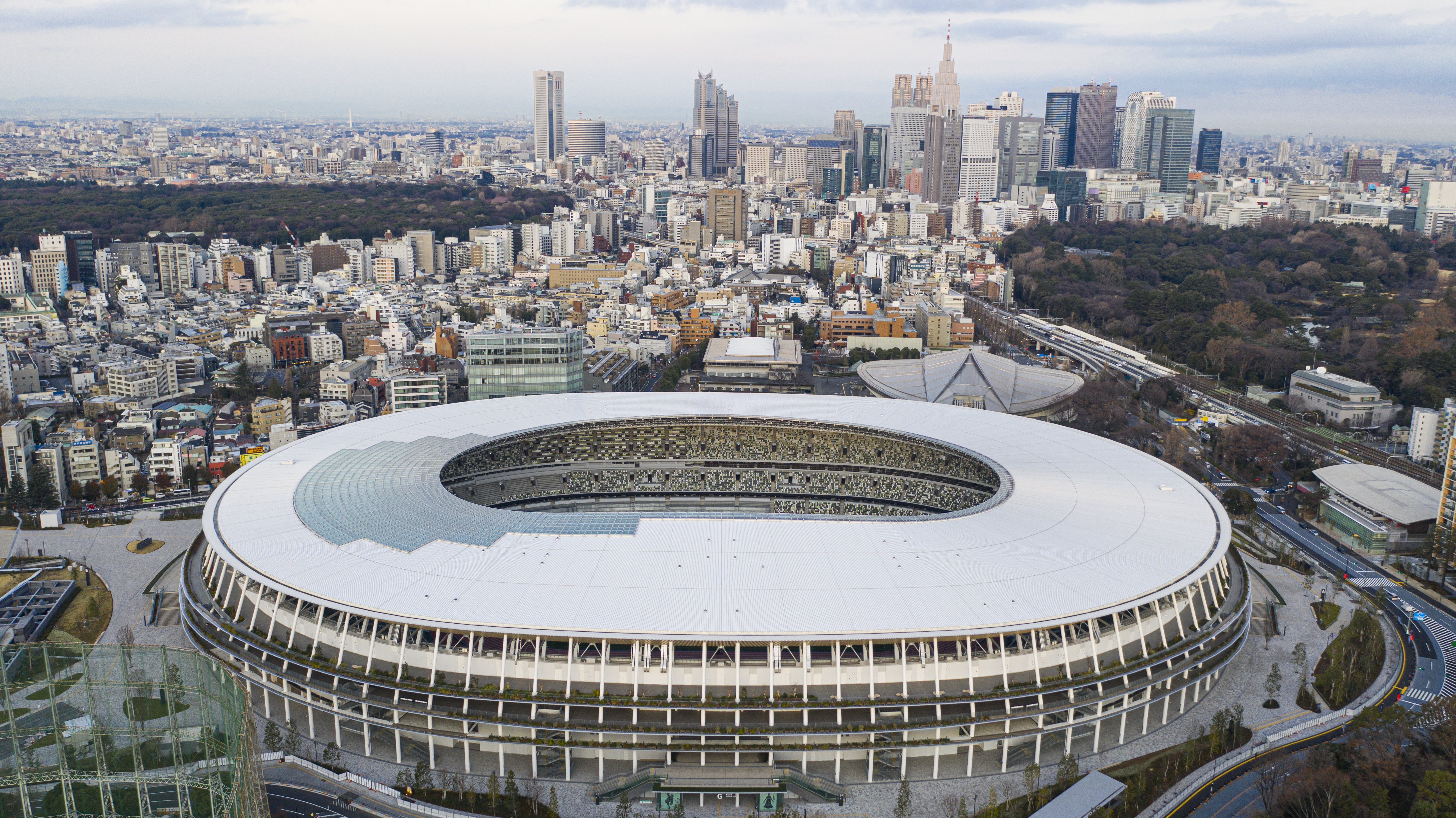
Estádio Nacional do Japão, a sede do evento.